# Old Appleton (Misuri)
Old Appleton es un pueblo ubicado en el condado de Cape Girardeau en el estado estadounidense de Misuri. En el Censo de 2010 tenía una población de 85 habitantes y una densidad poblacional de 271,23 personas por km².

## Geografía
Old Appleton se encuentra ubicado en las coordenadas 37°35′38″N 89°42′39″O / 37.59389, -89.71083. Según la Oficina del Censo de los Estados Unidos, Old Appleton tiene una superficie total de 0.31 km², de la cual 0.31 km² corresponden a tierra firme y (0%) 0 km² es agua.

## Demografía
Según el censo de 2010, había 85 personas residiendo en Old Appleton. La densidad de población era de 271,23 hab./km². De los 85 habitantes, Old Appleton estaba compuesto por el 100% blancos, el 0% eran afroamericanos, el 0% eran amerindios, el 0% eran asiáticos, el 0% eran isleños del Pacífico, el 0% eran de otras razas y el 0% pertenecían a dos o más razas. Del total de la población el 0% eran hispanos o latinos de cualquier raza.